# Manuel da Cunha Simas
Manuel da Cunha Simas (Ilha Graciosa, Açores, Portugal, 28 de Março de 1802 — 21 de Abril de 1877) foi um militar português.

## Biografia
Prestou relevantes serviços promovendo a revolução liberal na ilha Graciosa. Foi capitão de milícias. Durante muitos anos exerceu, o cargo de administrador do concelho da Praia da Graciosa. Foi comendador da Ordem de Nossa Senhora da Conceição de Vila Viçosa.

## Relações familiares
Foi filho de João Inácio de Simas Cunha e de D. Maria Clara Melo e Cunha.